# چائیرپینار (چای)
چائیرپینار (به ترکی استانبولی: Çayırpınar) یک منطقهٔ مسکونی در ترکیه است که در چای (شهر) واقع شده‌است.